# Стасюк, Анджей
Анджей Стасюк (пол.  Andrzej Stasiuk, 25 сентября 1960, Варшава) — польский прозаик, поэт, драматург. Известен также как журналист и литературный критик. Обладатель многочисленных литературных премий, в том числе самой престижной польской премии «Нике» за книгу «По пути в Бабадаг», а также Европейской литературной премии за совокупность написанного.

## Биография
Анджей Стасюк родился в Варшаве в 1960 году. Не имеет законченного образования: его исключали поочерёдно из лицея, техникума и профессиональной школы. Долгое время хотел стать рок-музыкантом.
В начале 80-х Стасюк примкнул к пацифистскому движению и дезертировал из армии, в результате чего полтора года провёл в тюрьме.
В 1987 году писатель переехал из столицы в провинцию и поселился в Низких Бескидах, сначала в селе Чарне, затем в Воловце. В этом маленьком селе, состоящем из 13 домов, он ведёт натуральное хозяйство и поддерживает связь с миром через Интернет.
В 1996 году Стасюк вместе с женой Моникой Шнайдерман основал в Воловце «Чарнское издательство» (пол.  Wydawnictwo Czarne), специализирующееся на издании польских и восточноевропейских писателей. Здесь, среди прочих, вышли книги Д. Угрешич, Ю. Андруховича, С. Жадана, З. Хаупта.
Писатель много путешествует, преимущественно по Восточной Европе. Свою любовь к перемещениям он называет «несколько патологической»; его тянет на окраину, периферию цивилизации, в малоисследованные места. Эти поездки служат ему источником вдохновения для творчества, для философских размышлений о сущности бытия. Стасюк путешествует преимущественно летом, а пишет зимой, когда его дом в горах заметает снег.

## Творчество
Анджей Стасюк дебютировал в 1992 году сборником рассказов «Стены Хеврона», в котором рассказал о своём опыте тюремного заключения. Критики отметили прекрасный язык и безупречный стиль автора, органичное сочетание лиризма и сарказма.
В 1995 году вышел роман «Белый ворон», ставший бестселлером и переведённый на многие языки.
В 1997 году Стасюк написал книгу «Дукля», включающую одноимённую повесть и несколько прозаических зарисовок. В 1998 году книга была номинирована на премию «Нике». «Дукля» — это своеобразный опыт метафизической интерпретации мира: бесхитростное, на первый взгляд, повествование о провинциальном польском городке превращается у Стасюка в размышление о свете и тьме, материи и её распаде, метаморфозах пространства и времени.
В 1999 году был опубликован роман «Девять», своего рода экзистенциальный детектив о мелком предпринимателе, который оказался вовлечённым в гангстерскую историю.
В 2004 году вышла одна из самых известных книг Стасюка, «На пути в Бабадаг», за которую он в 2005 году получил премию «Нике». Эта книга — своеобразная путевая проза, в которой автор рассказывает о своём путешествии по Румынии, Молдавии, Албании, Словакии и пр. Фактическое повествование переплетается здесь с размышлениями об истории, времени и пространстве, порядке и хаосе, реальности и иллюзии.
Стасюк признаёт, что на его прозу решающим образом повлияли М. Хласко и Д. Керуак. О своём творческом пути он рассказывает в воспоминаниях «Как я стал писателем. Попытка интеллектуальной автобиографии».
Польский писатель Хенрик Гринберг характеризовал творчество Стасюка следующим образом: 

Пока я не начал читать его, я и не предполагал, что возможно так живописать словом. <…> Все взвешено и обдумано, и я не знаю в прозе более метких и поразительных метафор.

## Произведения
- Mury Hebronu (1992)
- Wiersze miłosne i nie (1994)
- Biały kruk (1995, рус. пер. 2003)
- Opowieści galicyjskie (1995)
- Przez rzekę (1996)
- Dukla (1997, рус. пер. 2003)
- Dwie sztuki (telewizyjne) o śmierci (1998)
- Jak zostałem pisarzem (próba autobiografii intelektualnej) (1998)
- Dziewięć (1999, рус. пер. 2005)
- Moja Europa. Dwa Eseje o Europie Zwanej Środkową (2000, в соавторстве с Ю. Андруховичем)
- Tekturowy samolot (2000, эссе о литературе)
- Opowieści wigilijne (2000, в соавторстве c О. Токарчук и Е. Пильхом)
- Zima (2001)
- Jadąc do Babadag (2004)
- Noc. Słowiańsko-germańska tragifarsa medyczna (2005, драма, пост. в Дюссельдорфе; рус. пер. 2007)
- Fado (2006)
- Ciemny las (2007)
- Czekając na Turka (2009)
- Taksim (2009)
- Dziennik Pisany Później (2010)
- Grochów (2012)
- Nie ma ekspresów przy żółtych drogach (2013)
- Wschód (2014)
- Kucając (2015).

(См. также Andrzei Stasiuk. Bibliografia za lata 1990—2006)

### На русском языке
- А. Стасюк. Белый ворон. — СПб.: Азбука-классика, 2003. — 352 с. — ISBN 5-352-00357-4.
- А. Стасюк. Дукля. — М.: Новое литературное обозрение, 2004. — 256 с. — ISBN 5-86793-276-1.
- А. Стасюк. Девять. — СПб.: Азбука-классика, 2005. — 320 с. — ISBN 5-352-00867-3.
- А. Стасюк. Ночь // Иностранная литература. — 2007. — № 9.
- А. Стасюк. На пути в Бабадаг. — М.: Новое литературное обозрение, 2009. — 288 с. — ISBN 978-5-86793-696-9.

## Экранизации
В 2008 году Дариуш Яблонский снял фильм по мотивам «Галицийских рассказов» Стасюка.

## Признание
- Премия фонда «Культура» (1994);
- премия фонда Косцельских (1995);
- премия Виленицы (2008) за книгу-тревелог «По дороге в Бабадаг» (2004);
- премия «Нике» (2005);
- медаль «За заслуги в культуре Gloria Artis» (2005)[15];
- премия «Гдыня» (2010);
- Европейская литературная премия (2016)[16].

Проза Стасюка переведена почти на все европейские языки, а также на корейский.